# Polymerurus longicaudatus
Polymerurus longicaudatus is een buikharige uit de familie Chaetonotidae. Het dier komt uit het geslacht Polymerurus. Polymerurus longicaudatus werd in 1867 voor het eerst wetenschappelijk beschreven door Tatem. 